# بیاید بیرون
بیاید بیرون (انگلیسی: Oxenfree) یک بازی ماجراجویی داستان معمایی ساخته شده توسط نایت اسکول استدیو است که در سال ۲۰۱۶ برای مایکروسافت ویندوز، اکس‌باکس وان، پلی‌استیشن ۴ و لینوکس منتشر شد. این بازی در سال ۲۰۱۷ برای آی‌اواس، اندروید و نینتندو سوئیچ منتشر شد. این بازی تأثیر گرفته از فیلم نوجوانان و داستان بلوغ است که داستانی بدون کات سین دارد.